# Леви, Шабтай
Шабтай Леви (ивр. שבתי לוי‎; 1876—1956) — еврейский общественный и политический деятель османской и подмандатной Палестины и Израиля, мэр Хайфы в 1940—1951 годах.
Родился в 1876 году в Константинополе, Османская империя, в семье Натана Симан-Това и Сары Перец. Получил начальное образование в талмуд-тора и константинопольской еврейской школе Альянса. После окончания школы он поступил в Стамбульский университет на факультет политологии и администрации, где обычно учились будущие госслужащие Османской империи. Во время учёбы он познакомился с Хасаном Шукри, будущим мэром Хайфы.
По окончании учёбы, в 1894 году, в возрасте 18 лет он поехал в Палестину по приглашению Альянса и стал преподавать турецкий язык в еврейской школе в Петах-Тикве. Там он женился на Ривке, девушке из местной семьи земледельцев. Постепенно он всё больше занимался административной работой, из-за чего бросил преподавание.
В 1899 или 1900 году он был направлен в Зихрон-Яаков, где опять сначала занимался преподаванием, а позже стал секретарём и казначеем Еврейского колонизационного общества (ЕКО). В том числе он занимался покупкой земель для Общества. В 1905 году он переехал в Хайфу, где был назначен главой земельного отделения ЕКО (позже ПЕКО).
Леви основал первую еврейскую школу в Хайфе, «Авталия», позже преобразованную в школу «Реали», также занимался приобретением участка для Техниона. Он поддерживал хорошие отношения с турецкими властями и с местными жителями, в том числе, благодаря свободному владению турецким и арабским. В то время он сблизился с Хасаном Шукри.
В 1919 году, при британской власти, Леви был избран членом городского совета Хайфы, а в 1934 году стал заместителем мэра (Шукри). В период беспорядков, когда Шукри был вынужден неоднократно покидать город, Леви исполнял его обязанности.
В 1940 году, после смерти Шукри, Леви был назначен мэром Хайфы. Этот пост он занимал до 1951 года.
Скончался в 1956 году.